# 非場所

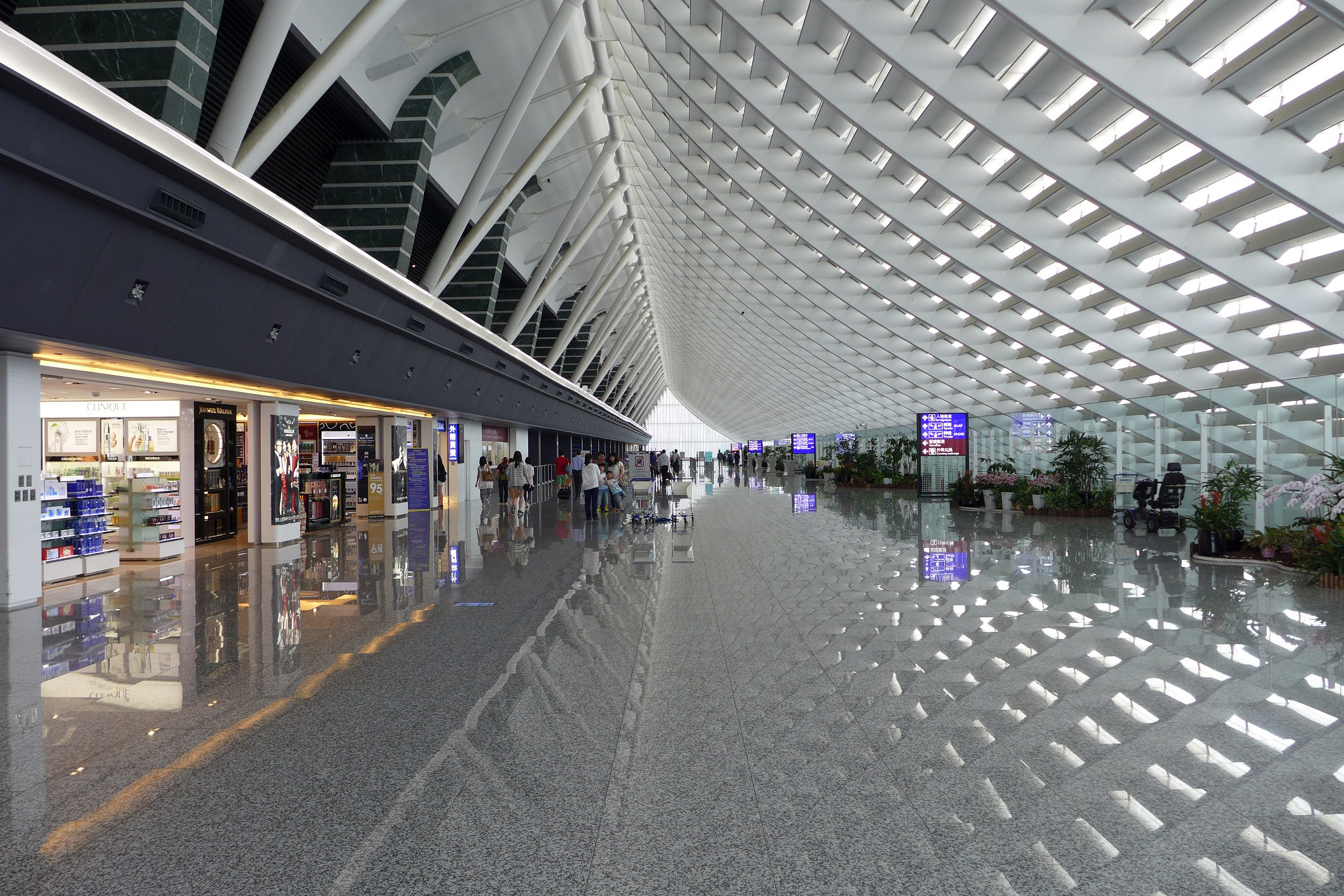
臺灣桃園國際機場的第一航廈

非場所（英語：non-place，又译非地方、非地点）是法国人类学家马克·欧杰（Marc Augé）提出的一個新词，指人类在其中短暫停留、保持匿名，且没有足够的重要意义而不被视为“場所”的人类学空间。非场所的例子有高速公路、酒店房间、機場和购物中心。该词是马克·欧杰在其著作《非地点：超现代性人类学导论》中提出的。
但是，对何为非场所的感知是十分主观的：任何人都可将任一地点视为非场所或人际关系的交匯點。例如，对于每天在购物中心上班的人而言，购物中心并不是非场所。根据欧杰的观点，非场所的概念与“人类学场所”的概念相对立。场所为人们提供了赋予其身份的空间，其中人们可以结识他人，与他们共用相同的社会性参照。相反，非场所不是人们相遇的空间，也不构成一个人群的参照。非场所不是人類長住的地方，个人在其中是匿名且独行的。 欧杰避免对非场所进行价值判断，而是從發現新研究领域的民族学家的视角来看待它们。
关于将购物中心歸為非场所，贝加莫大学（University of Bergamo）的意大利研究人员Marco Lazzari（马可·拉扎里）对大量青少年进行了一项调查，结果表明，青少年在購物中心聚會並非是偶然會面，也不以購物為唯一目的，而是為了社交、结识朋友和娱乐。尽管购物中心（至少在意大利）被成年人视为非场所，但它们似乎与「數位原住民」的身份密切相關。